# Confessor (Band)
Confessor ist eine 1986 gegründete Technical-Doom-Metal-Band.

## Geschichte
Im Jahr 1986 gründeten die Schulfreunde Cary Rowells, Scott Jeffreys, Graham Fry, Brian und Jim Shoaf Confessor als Doom-Metal-Band. In der ersten Besetzung spielte Carl Rowells Bass, Graham Fry und Brian Shoaf Gitarren und Jim Shoaf Schlagzeug, während Scott Jeffreys sang. Jim Shoaf wurde zügig durch Steve Shelton ersetzt. Jeffreys hörte Shelton zufällig proben und bot ihm ein Vorspiel an. Nachdem die Band Sheltons Spiel gehört hatte, stellten die Musiker Jim Shoaf ein Ultimatum um sich zu verbessern. Dieser lehnte ab, verließ die Band und wurde durch Shelton ersetzt. Shelton nuancierte mit verschiedenen Einflüssen aus Doom Metal und Progressive Rock die Ausrichtung der Band. Zwischen 1986 und 1990 arbeiteten die Musiker an ihrem Klang, traten auf und veröffentlichten drei Demos. Die Demos erschienen unmittelbar nach ihrer Aufnahme und dienten dem Versuch, einen Plattenvertrag abzuschließen.
Verhandlungen mit Peaceville Records blieben ohne Vertragsabschluss. Der Besitzer Paul „Hammy“ Halmshaw, war ursprünglich interessiert, Confessor unter Vertrag zu nehmen, konnte der Band jedoch keine Promotion zusagen und empfahl den Musikern, einen anderen Vertrag einzugehen. Dieser kam letztendlich mit Earache Records zustande. Das Label besaß „den Ruf, ziemlich extreme Bands unter Vertrag zu nehmen“, und schien keine Angst vor „einer skurrilen Band“ wie Confessor zu haben, obwohl deren Musik sich vom Katalog des Labels abhob. Der Vertrag blieb, jedoch erhielt die Band nach eigenem Empfinden wenig Unterstützung. Auftritte organisierte die Band weiterhin selbst und blieb dabei in Reichweite ihres Zuhauses.
Es folgten die Aufnahmen zum Debütalbum im Reflections Studio in Charlotte unter der produzierenden Begleitung des Rock-Produzenten Mark Robert Williams. Beeindruckt vom hochwertig ausgestattetem Studio „fühlten sich fünf Hofnarren über zwei Wochen wie Könige.“ Frank Trojan schrieb für das Rock Hard, dass das Album ein „wenig zu unausgereift“ sei und die Band, „den Fehler, zu sehr auf verstrickte und undurchsichtige Songstrukturen aufzubauen,“ begehe, Condemned sei dennoch „ein lohnenswertes Debüt, das der Truppe sicherlich Geheimtip-Status“ beschere. Insgesamt fielen die Reaktionen auf das Album zwiegespalten aus. Einige konnten die Kombination der Facetten der Musik nicht nachvollziehen, während andere Leute überwältigt waren. Jahre später blieb die positive Resonanz zurück. Condemned gilt seither als visionäre Veröffentlichung des Doom Metal. So führte das Decibel Condemned auf dem 60. Platz der Liste The Top 100 Doom Metal Albums of all Times. Im Anschluss folgte die Gods-of-Grind-Tour mit Cathedral, Entombed und Carcass, zu der zwei Kompilationen herausgegeben wurden und die die Band nach Europa brachte.
Nach der Tournee zerfiel die Band zunehmend. Gitarrist Ivan Colon, der kurz vor den Aufnahmen des Albums zur Band hinzugekommen war, war der erste, der die Band verließ, um ein entferntes College zu besuchen. Chris Nolan übernahm den Platz in der Band und als Verabschiedung spielte Confessor einen Auftritt, bei dem Colon und Nolan je vier Stücke spielten und der einstige Gitarrist Graham Fry einen weiteren Teil des Auftritts spielte. Sänger Scott Jeffrey entschied ebenfalls, dass dies sein letzter Auftritt mit der Gruppe sei und gab das zum Auftritt bekannt. Der Versuch, mit Confessor weiterzumachen, scheiterte. Die Band fand über mehrere Jahre keinen Sänger während sich Underground-Metal zum profitablen Markt wandelte. Mehrere Label lehnten die Kooperation mit Confessor ab. Aus den Resten von Confessor wurde die Band Fly Machine, die anfangs übrig gebliebene Confessor-Riffs nutzte, sich allerdings zügig in eine andere Richtung entwickelte.
Ivan Colon starb im Jahr 2002 an einem Herzinfarkt. Freunde und die Witwe des Gitarristen organisierten als Reminiszenz eine Veranstaltung und baten Confessor aufzutreten. Die Band willigte ein und spielte eine Show im „freien Geist“ des verstorbenen Musikers. Sechs Monate später wurden Confessor gebeten, auf einem Festival zu spielen und erneut genoss die Band den Auftritt. Fly Machine und die mit dieser Band eingeschlagene Richtung ließ die Gruppe zurück und nahm die Motivation aus den Auftritten, um Confessor zu reaktiveren.
Bis zum Jahr 2005 trat die Band international mehrfach auf und es erschienen das Album Unraveled über Southern Lord und Season of Mist sowie die EPs Blueprint Soul im Selbstverlag und Sour Times ebenfalls über Season of Mist. Ihre Aktivität brachte der Band erneut Aufmerksamkeit. Von einem „gelungenen Comeback“, „als ob die Band nie aufgehört hätte“ sei Unraveled „ein brillantes, originelles und erstaunliches Album“. Anschließend nahm die Auftritts- und Veröffentlichungsrate jedoch erneut ab. Scott Jeffreys zog beruflich bedingt nach China und der erst 2002 hinzugezogene Gitarrist Shawn McCoy verließ die Band, womit Aufnahmen und Auftritte nur noch unregelmäßig absolviert werden konnten.

## Stil
Confessor spielt einen Crossover aus Progressive Metal und Doom Metal. Als markant gelten viele Tempowechsel, schweres Riffing und ein bis ins Schreien hoher jammernder Gesang. Der Stil variierte über die Jahre kaum. Noch zum Comeback-Album Unraveled schrieb Ollie Fröhlich vom Ox-Fanzine, es sei dieselbe „Komplexität, dieselben abgefahrenen Gitarrenriffs, dasselbe begnadete Drumming und derselbe klagende hohe Gesang, der vielleicht ein klein wenig zurückgenommen und leichter zugänglich ist.“

## Diskografie
Studioalben
- 1991: Condemned (Earache Records)
- 2005: Unraveled (Southern Lord/Season of Mist)

EPs
- 1992: Confessor (Selbstverlag)
- 2004: Blueprint Soul (Selbstverlag)
- 2005: Sour Times (Season of Mist)

Split-Veröffentlichungen
- 1991: Rock Hard Presents: Gods of Grind (EP, Rough Trade Records, mit Cathedral, Entombed, Carcass)
- 1992: Gods of Grind (Album, Earache Records, mit Cathedral, Entombed, Carcass)

Kompilationen
- 2002: The Demos (Selbstverlag)
- 2012: Uncontrolled (Divebomb Records)

Videoalben
- 2006: Live in Norway (Season of Mist)

Demos
- 1988: The Secret (Selbstverlag)
- 1989: Uncontrolled (Selbstverlag)
- 1990: Collapse (Selbstverlag)